# 努爾哈克
努爾哈克（土耳其語：Nurhak；：‎）是位於土耳其地中海地區卡拉曼馬拉斯省努爾哈克縣的一個城鎮。努爾哈克總面積1,218.85平方公里。截至2021年，努爾哈克的總人口為12,323人。
居住於努爾哈克的居民為庫德族和土耳其人。